# Beulah Armstrong
 Beulah May Armstrong  (* 18. November 1895 in Sterling, Kansas; † 22. Februar 1965 in Urbana, Illinois) war eine US-amerikanische Mathematikerin und Hochschullehrerin.

## Leben und Forschung
Armstrong wurde als drittes von fünf Kindern in Sterling, Kansas geboren. 1900 lebte die Familie in Enterprise Township, Ford County, Kansas, wo ihr Vater Bauer war und 1910 wohnten sie in Hutchinson (Kansas). Sie absolvierte die Hutchinson High School und studierte dann an der Baker University in Baldwin, eine koedukative Schule der Methodist Church im Osten von Kansas. Nach ihrem Bachelor-Abschluss an der Baker University 1917 erhielt sie für  ein Jahr ein Stipendium an der nahe gelegenen University of Kansas. 1918 erwarb sie den Master-Abschluss und erhielt ein Stipendium, was sie aber nicht annahm, da sie ihre Abschlussarbeit an der Universität fortsetzte. Sie erhielt von 1919 bis 1921 Stipendien für das Studium an der University of Illinois und promovierte dort 1921 bei George Abram Miller mit der Dissertation: Mathematical Induction in Group Theory. Anschließend war sie von 1921 bis 1931 Ausbilderin an der University of Illinois, von 1931 bis 1945 associate professor, von 1945 bis 1959 assistant professor und von 1959 bis zu ihrer Pensionierung associate professor in Illinois. Sie wurde 1963 als außerordentliche Professorin emeritiert. Sie war in einer Reihe von Organisationen auf dem Campus und außerhalb des Campus aktiv. Sie war Sekretärin und Schatzmeisterin von Sigma Xi und war Mitglied von Kappa Delta Pi. Ihr Nachlass beinhaltete ein Vermächtnis von 1000 USD an die Baker University.

## Mitgliedschaften
- American Mathematical Society
- Mathematical Association of America (MAA)
- Sigma Delta Epsilon
- Sigma Xi
- Pi Mu Epsilon
- Phi Beta Kappa